# 한희석
한희석(1909년 11월 27일~1983년 9월 22일)은 대한민국의 정치인이다. 제3·4대 국회의원을 지냈으며 제4대 국회에서 국회부의장을 지냈다.

## 역대 선거 결과
|  | 59.36% |

|  | 62.41% |

|  | 16.43% |